# Старошареево
Старошареево (баш. Иҫке Шөрөй) — деревня в Кармаскалинском районе Республики Башкортостан Российской Федерации. Входит в состав Сахаевского сельсовета.

## География

### Географическое положение
Расположено в 70-ти километрах от Уфы на берегу левой протоки реки Белой.
Расстояние до:
- районного центра (Кармаскалы): 23 км,
- центра сельсовета (Сахаево): 6 км,
- ближайшая ж/д станция (10 км): 4 км.

## Население
| 2002 | 2009 | 2010 |
| ---- | ---- | ---- |
| 588  | ↘498 | ↗565 |

Национальный состав
Согласно переписи 2002 года, преобладающие национальности — татары (65 %), башкиры (33 %).

## Религия
В деревне есть мечеть.